# Sängkamrater (1975)
Sängkamrater är en svensk sexploitationfilm från 1975 i regi av Gustav Wiklund, som även agerade producent samt manusförfattare tillsammans med Steve Jansson och Britt Arenander. I rollerna ses bland andra Kent-Arne Dahlgren, Gunilla Ohlsson-Larsson och Solveig Andersson.

## Om filmen
Filmen var en exportsatsning som gjordes direkt på engelska och var Wiklunds andra porrfilm under 1970-talet (den första var Exponerad från 1971). Sängkamrater spelades in mellan den 15 februari och 15 april 1973 med Max Wilén som fotograf. Den premiärvisades den 17 november 1975 på biografen Plaza i Malmö och är 102 minuter lång och i färg.

## Handling
Paul och Marianne lever tillsammans och en dag tar Paul med sig en alkoholiserad man hem som visar sig vara hans far. Faderns närvaro skapar konflikter mellan Paul och Marianne. Därefter följer en serie sexuella orgier.

## Rollista
- Kent-Arne Dahlgren – Paul
- Gunilla Ohlsson-Larsson – Beryl
- Solveig Andersson	– Marianne
- Christina Lindberg – Eva
- Tor Isedal – Mr. X:s hantlangare
- Åke Fridell – Ollie, Pauls far
- Leif Ahrle – Peter
- Jan Sjödin – Albert
- Jan-Olof Rydqvist – Mr. X
- Per-Axel Arosenius – Beryls och Mariannes far
- Karin Miller – Beryls och Mariannes mor
- Sture Ström – Leonard
- Lissi Alandh – kvinnan som lämnar kattorna
- Dennis Dahlsten – ej identifierad roll
- Marie Isedal – ej identifierad roll
- Eva Karlsson – ej identifierad roll
- Gunilla Bergström – ej identifierad roll
- Ali Lundholm – ej identifierad roll
- Robert Sjöblom – man på fest

### Fotnoter
1. 1 2 3  ”Sängkamrater”. Svensk Filmdatabas. http://sfi.se/sv/svensk-filmdatabas/Item/?itemid=4965&type=MOVIE&iv=Basic&ref=/templates/SwedishFilmSearchResult.aspx?id%3d1225%26epslanguage%3dsv%26searchword%3ds%C3%A4ngkamrater%26type%3dMovieTitle%26match%3dBegin%26page%3d1%26prom%3dFalse. Läst 2 maj 2013.